# South Kingstown
South Kingstown és una població i seu del comtat de Washington de l'estat de Rhode Island als Estats Units. Segons el cens del 2000 tenia 27.921 habitants.

## Demografia
Segons el cens del 2000, South Kingstown tenia 27.921 habitants, 9.268 habitatges, i 6.394 famílies. La densitat de població era de 188,8 habitants per km².
Dels 9.268 habitatges en un 34% hi vivien nens de menys de 18 anys, en un 56,4% hi vivien parelles casades, en un 9,4% dones solteres, i en un 31% no eren unitats familiars. En el 24,2% dels habitatges hi vivien persones soles el 9,6% de les quals corresponia a persones de 65 anys o més que vivien soles. El nombre mitjà de persones vivint en cada habitatge era de 2,56 i el nombre mitjà de persones que vivien en cada família era de 3,07.
Per edats la població es repartia de la següent manera: un 22,5% tenia menys de 18 anys, un 19,8% entre 18 i 24, un 24,4% entre 25 i 44, un 21,7% de 45 a 60 i un 11,6% 65 anys o més.
L'edat mediana era de 34 anys. Per cada 100 dones de 18 o més anys hi havia 87,5 homes.
La renda mediana per habitatge era de 56.325 $ i la renda mediana per família de 67.912 $. Els homes tenien una renda mediana de 50.519 $ mentre que les dones 31.087 $. La renda per capita de la població era de 23.827 $. Aproximadament el 3,1% de les famílies i el 5,3% de la població estaven per davall del llindar de pobresa.